# Destiny Rose
Destiny Rose es una serie de televisión filipina transmitida por GMA Network desde el día 14 de septiembre de 2015. Está protagonizada por Ken Chan, Fabio Ide y Katrina Halili.

## Elenco

### Elenco principal
- Ken Chan como Joselito "Joey" Flores-Vergara, Jr. / Destiny Rose Flores
- Fabio Ide como Gabriele Antonioni.
- Katrina Halili como Jasmine Flores.

### Elenco secundario
- Manilyn Reynes como Daisy Flores-Vergara.
- Joko Diaz como Joselito "Lito" Vergara, Sr.
- Jackie Lou Blanco como Dahlia Flores.
- Jeric Gonzales como Vince.
- JC Tiuseco como Lance.
- Sheena Halili como April Rose Vergara.
- Irma Adlawan como Bethilda Vitto-Jacobs.
- Michael De Mesa como Rosauro Armani Vitto.
- Melissa Mendez como Yvonne Antonioni.
- Ken Alfonso como Aris.
- Kate Valdez como Violet.
- Sig Aldeen como Mario.
- Bryan Benedict como Stefen.
- Tony Lapena como Elvie.
- Rene Salud como Salvatore.

### Participaciones especiales
- Miggs Cuaderno como Joey (joven).
- Ar Angel Aviles como April (joven).
- Milkcah Wynne Nación como Jasmine (joven).
- Andrea Torres, Mike Tan, Yasmien Kurdi como ellos mismos.